# Lijst van musea in India

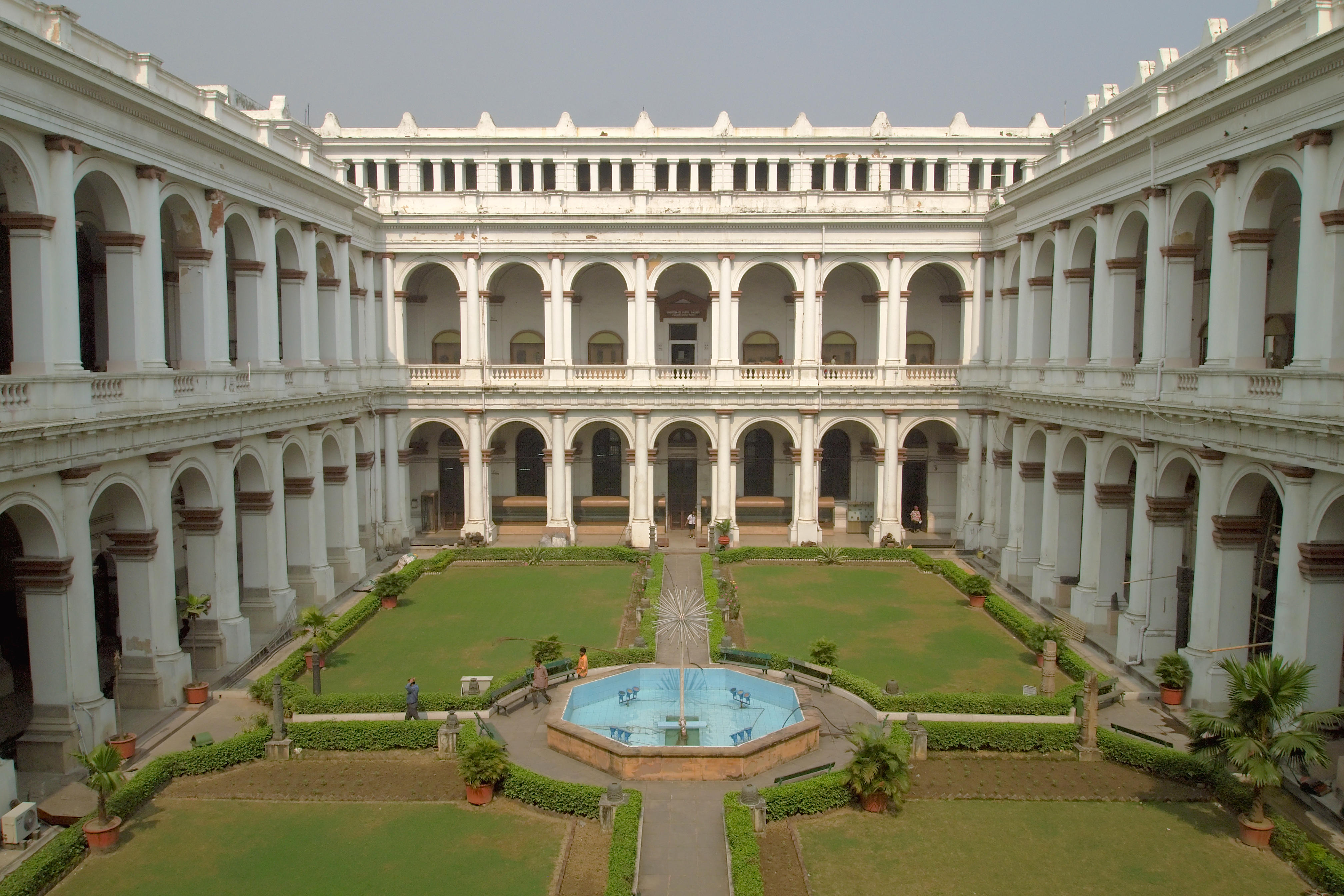
Het Indian Museum in Calcutta, opgericht in 1814, is het oudste en grootste museum van India, met een collectie van 102.646 objecten (2004)

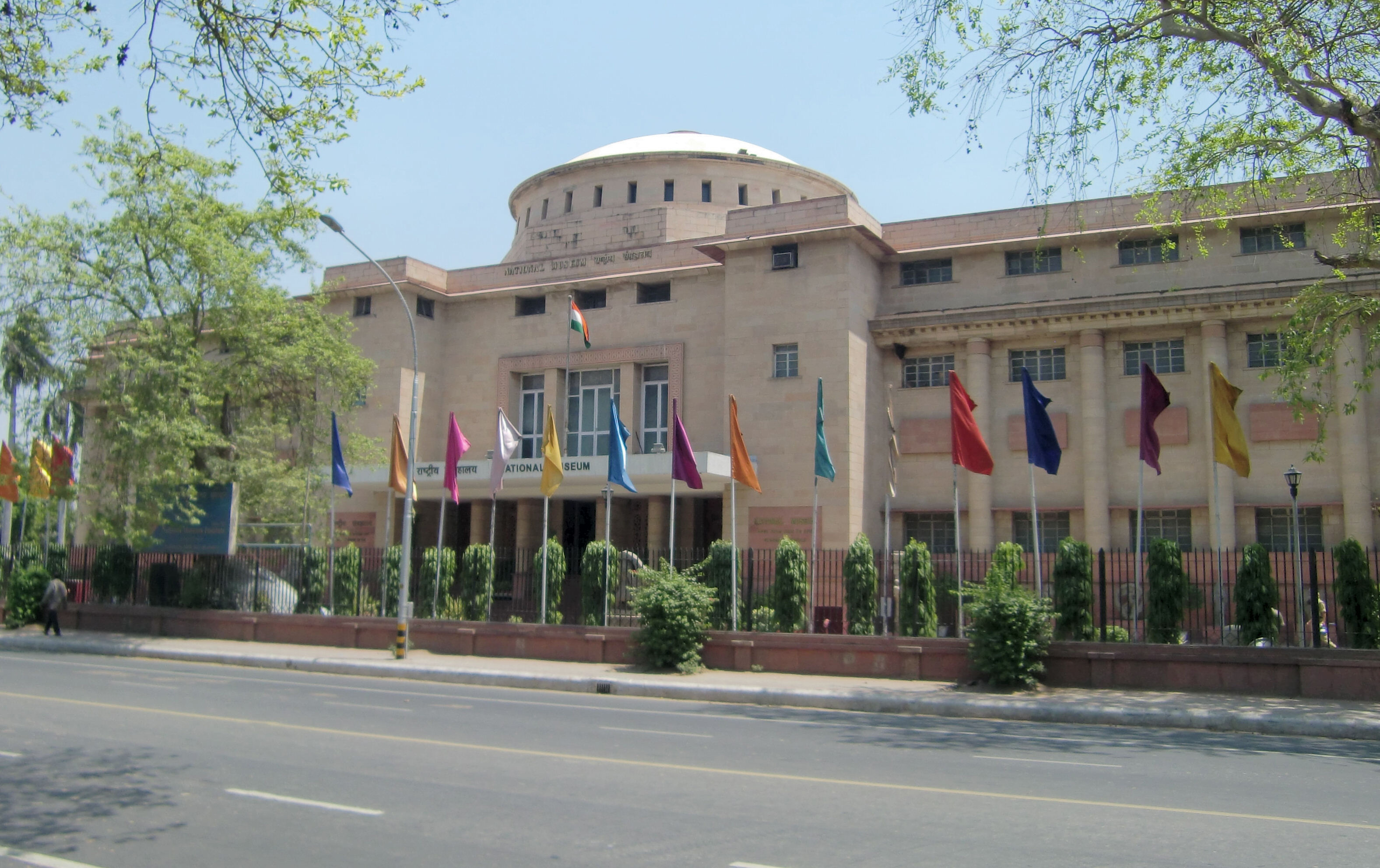
National Museum, New Delhi, opgericht in 1949, is een van de grootste van het land met een collectie van meer dan 200.000 objecten

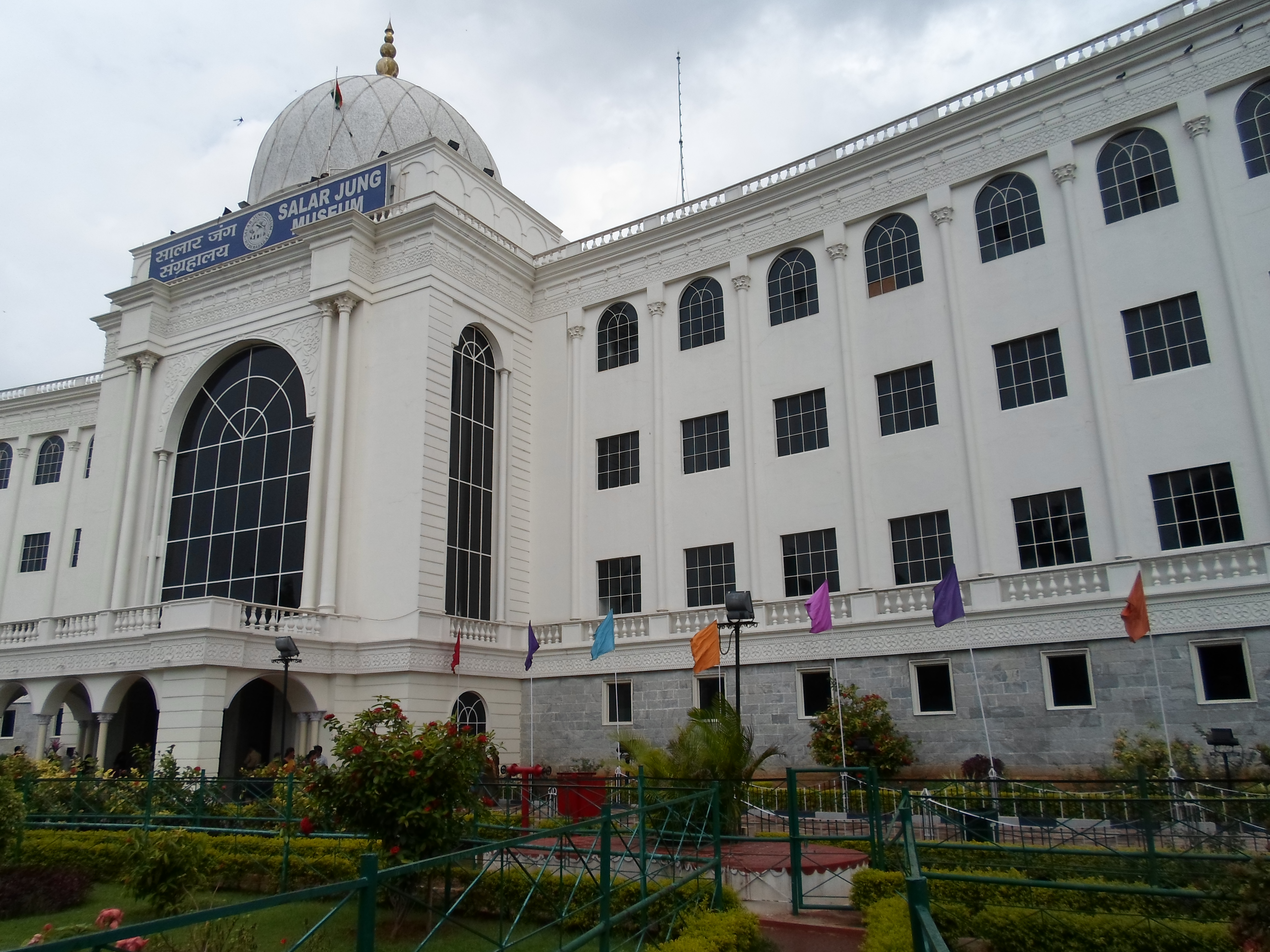
Salarjung Museum, Hyderabad

Hieronder volgt een lijst van musea in India, gesorteerd naar de deelstaten en unieterritoria.

## Andamanen en Nicobaren
- Zonal Anthropological Museum, Anthropological Survey of India, A and N regional center. Portblair.

## Andhra Pradesh
- INS Kursura (S20), Visakhapatnam
- Visakha Museum, Visakhapatnam
- Swarna Jyoti Museum Naval Museum, Visakhapatnam
- Tribal Museum, Araku Valley
- Victoria Jubilee Museum, Vijayawada
- Amaravathi museum, Amaravathi
- Buddhist Museum, Nagarjunakonda
- Bhagwan Mahavir Government Museum, Kadapa
- Sri Venkateswara Museum, Tirupati

## Arunachal Pradesh
- Jawaharlal Nehru Museum, Itanagar

## Assam
- Assam State Museum, Guwahati
- Mayong Central Museum and Emporium, Mayong
- Shankardev Kalakshetra, Guwahati
- Regional Science Centre, Guwahati

## Bihar

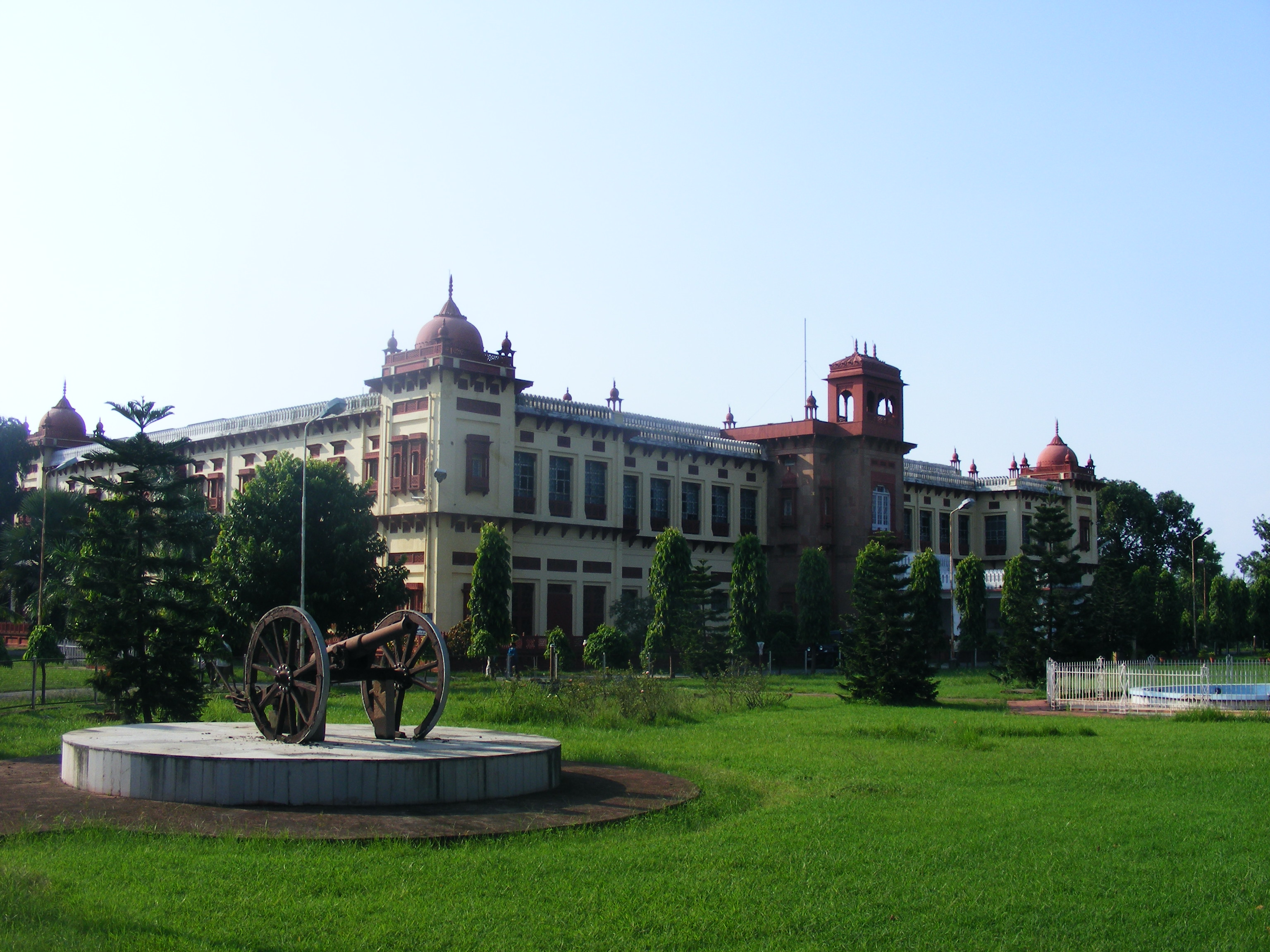
Patna Museum, Patna opgericht in 1917

## Chandigarh

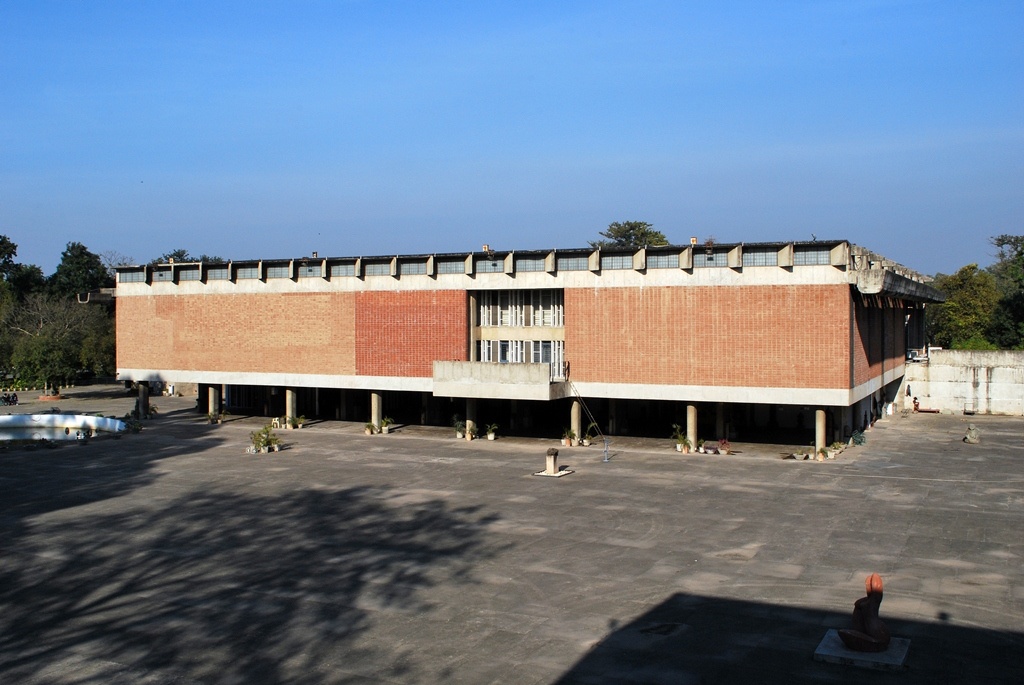
Government Museum and Art Gallery, Chandigarh

## Chhattisgarh

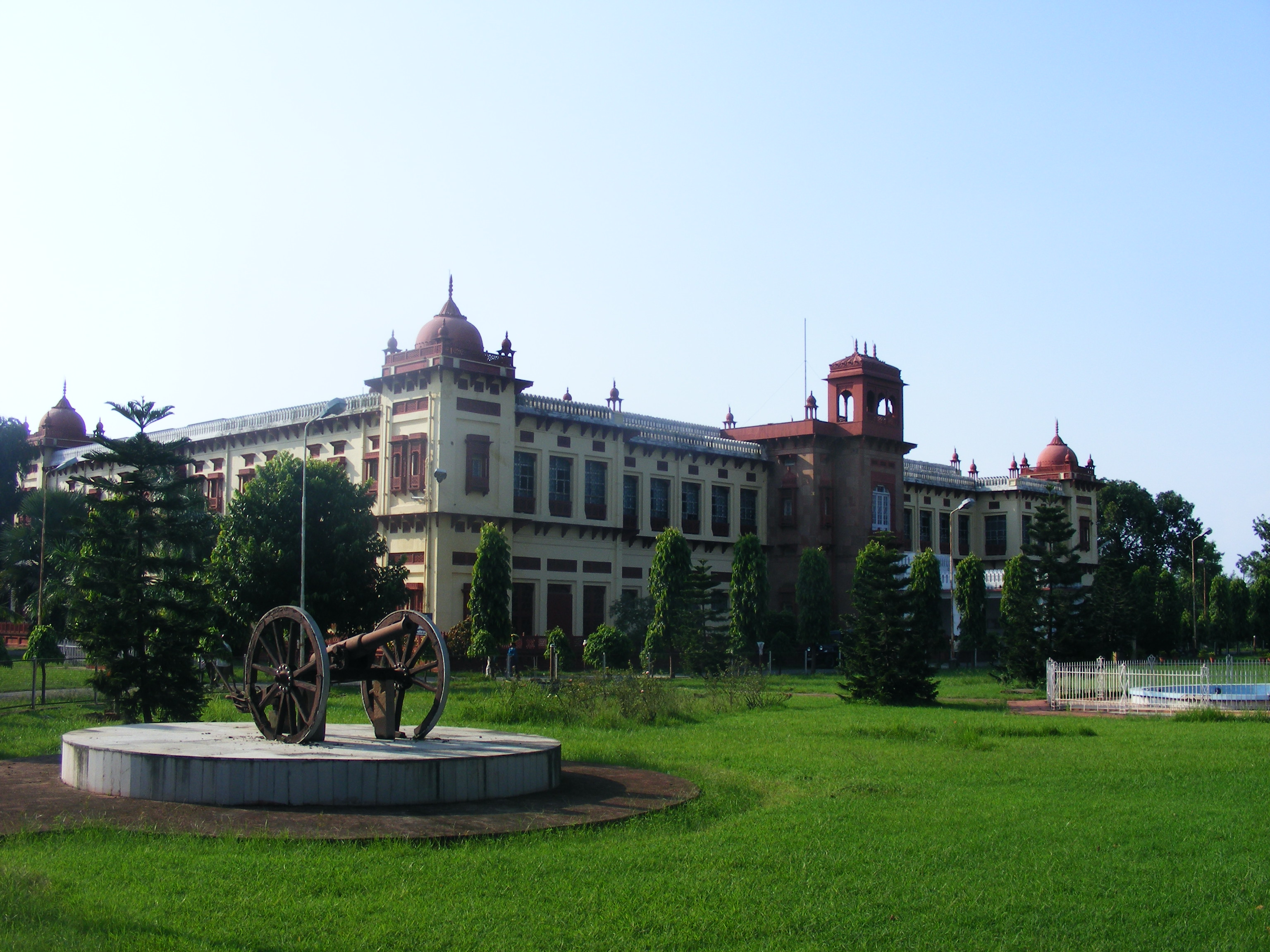
www.designmuseum.in DesignMuseum, Bilaspur

Manav Sangrahalya Jagdalpur

## Dadra en Nagar HavelienDaman en Diu
Dit artikel of overzicht is mogelijk incompleet; u kunt helpen door het uit te breiden.

## Delhi

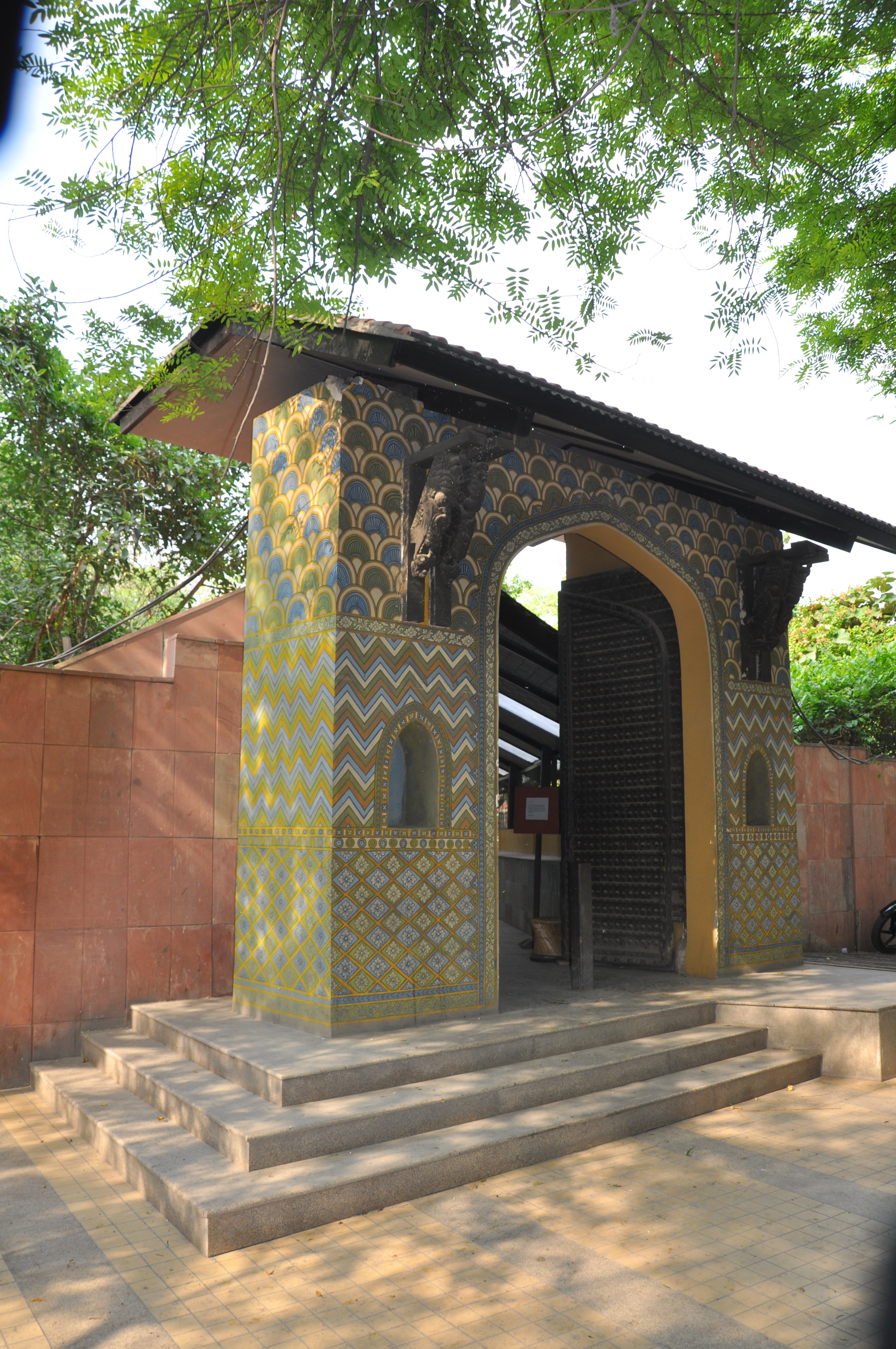
National Handicrafts and Handlooms Museum, New Delhi

- Indian Air Force Museum, Palam, Delhi
- Eternal Gandhi Multimedia Museum, New Delhi
- National Gandhi Museum, New Delhi
- Gandhi Smriti, New Delhi
- National Gallery of Modern Art, New Delhi
- National Handicrafts and Handlooms Museum, New Delhi
- National Museum, New Delhi
- National Museum of Natural History, New Delhi
- National Rail Museum, New Delhi
- National Science Centre, Delhi
- Nehru Memorial Museum & Library, New Delhi
- Parliament Museum, New Delhi
- Teen Murti Bhavan, New Delhi
- Sanskriti Kendra Museum, Delhi
- Shankar's International Dolls Museum, Delhi
- Sulabh International Museum of Toilets, New Delhi

## Goa
- Goa Chitra Museum, Benaulim
- Goa Science Centre, Panaji
- Goa State Museum, Panaji
- Naval Aviation Museum (India), Vasco da Gama

## Gujarat
- The Sardar Patel Museum, Surat

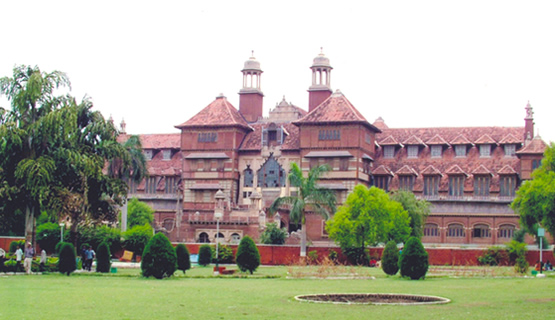
Baroda Museum & Picture Gallery, Vadodara established in 1894

- Baroda Museum & Picture Gallery, Vadodara
- Calico Museum of Textiles, Ahmedabad
- Conflictorium, Museum of Conflict, Ahmedabad
- Gandhi Smarak Sangrahalaya, Ahmedabad
- Gujarat Science City, Ahmedabad
- Lalbhai Dalpatbhai Museum, Ahmedabad
- Kaba Gandhi No Delo, Rajkot
- Kirti Mandir, Porbandar
- Kutch Museum, Bhuj
- Maharaja Fateh Singh Museum, Vadodara
- Sabarmati Ashram, Ahmedabad
- Sanskar Kendra, Ahmedabad
- Sardar Vallabhbhai Patel National Memorial, Ahmedabad
- Swaminarayan Museum, Ahmedabad
- Watson Museum, Rajkot
- LLDC - Living & Learning Design Centre - Craft Museum, Bhuj-Kutch

## Haryana
- Dharohar, een museum in Kurukshetra University met duizenden objecten met betrekking tot het leven en de cultuur van de mensen in Haryana.

## Himachal Pradesh

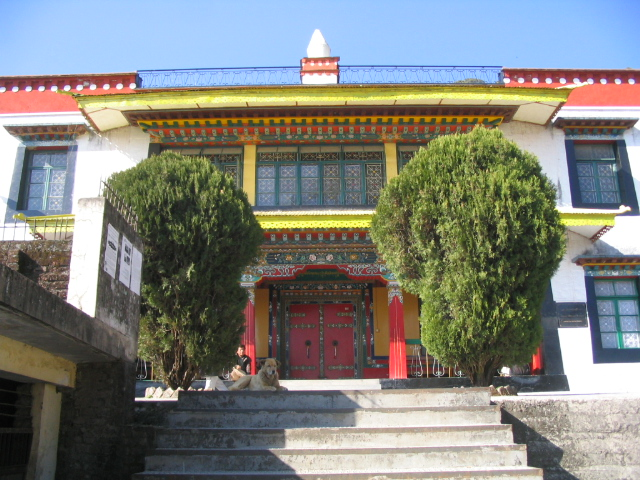
Library of Tibetan Works and Archives, Dharamshala, opgericht in 1970

- Library of Tibetan Works and Archives, Dharamsala
- Shivalik Fossil Park, Saketi

## Jammu en Kasjmir
- Munshi Aziz Bhat Museum of Central Asian and Kargil Trade Artifacts
- Dogra Art Museum, Jammu
- Meeras Mahal Museum

## Jharkhand
- Ranchi Science Centre, Ranchi
- State Museum Hotwar, Jharkhand[2]

## Karnataka
Dit artikel of overzicht is mogelijk incompleet; u kunt helpen door het uit te breiden.

## Kerala
- 8 Point Art Cafe, Kollam
- Arakkal Museum, Ayikkara
- Teak Museum, Nilambur

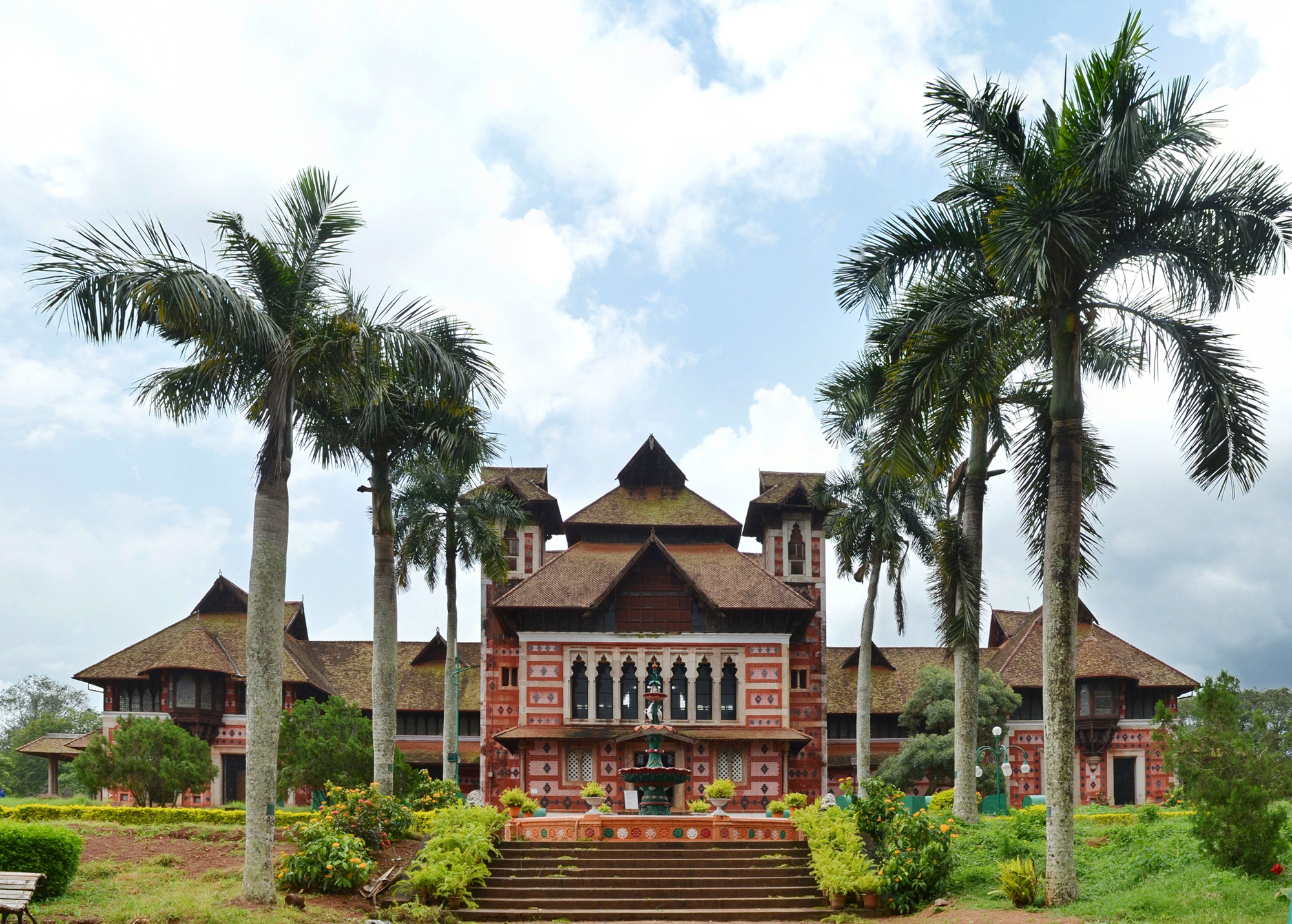
Napier Museum, Thiruvananthapuram (1855)

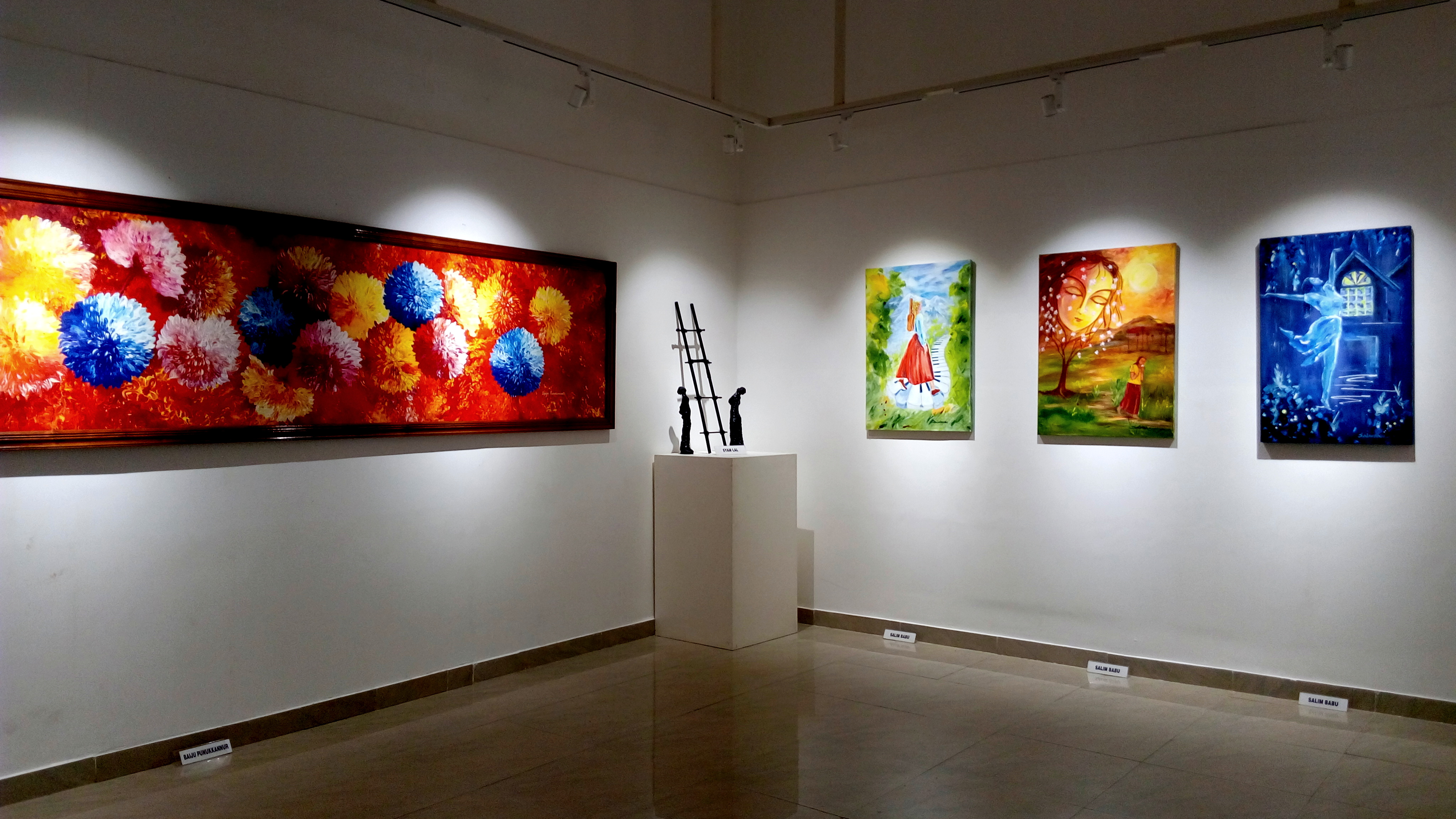
8 Point Art Cafe and Museum in Kollam(Quilon)

- Sardar Vallabhbhai Patel Police Museum, Kollam
- Krishnapuram Palace, Kayamkulam
- Indo-Portuguese Museum, Kochi
- Vallathol Museum, Thrissur
- Mural Art Museum, Thrissur
- Archaeological Museum, Thrissur, Thrissur
- Vaidyaratnam Ayurveda Museum, Thrissur
- Indian Business Museum, Kozhikode
- Kerala Soil Museum, Thiruvananthapuram
- Napier Museum, Thiruvananthapuram
- Pazhassi Raja Archaeological Museum, Kozhikode
- Wayanad Heritage Museum, Ambalavayal
- Hill Palace, Thrippunithura

## Laccadiven
Dit artikel of overzicht is mogelijk incompleet; u kunt helpen door het uit te breiden.

## Madhya Pradesh
Dit artikel of overzicht is mogelijk incompleet; u kunt helpen door het uit te breiden.

## Maharashtra

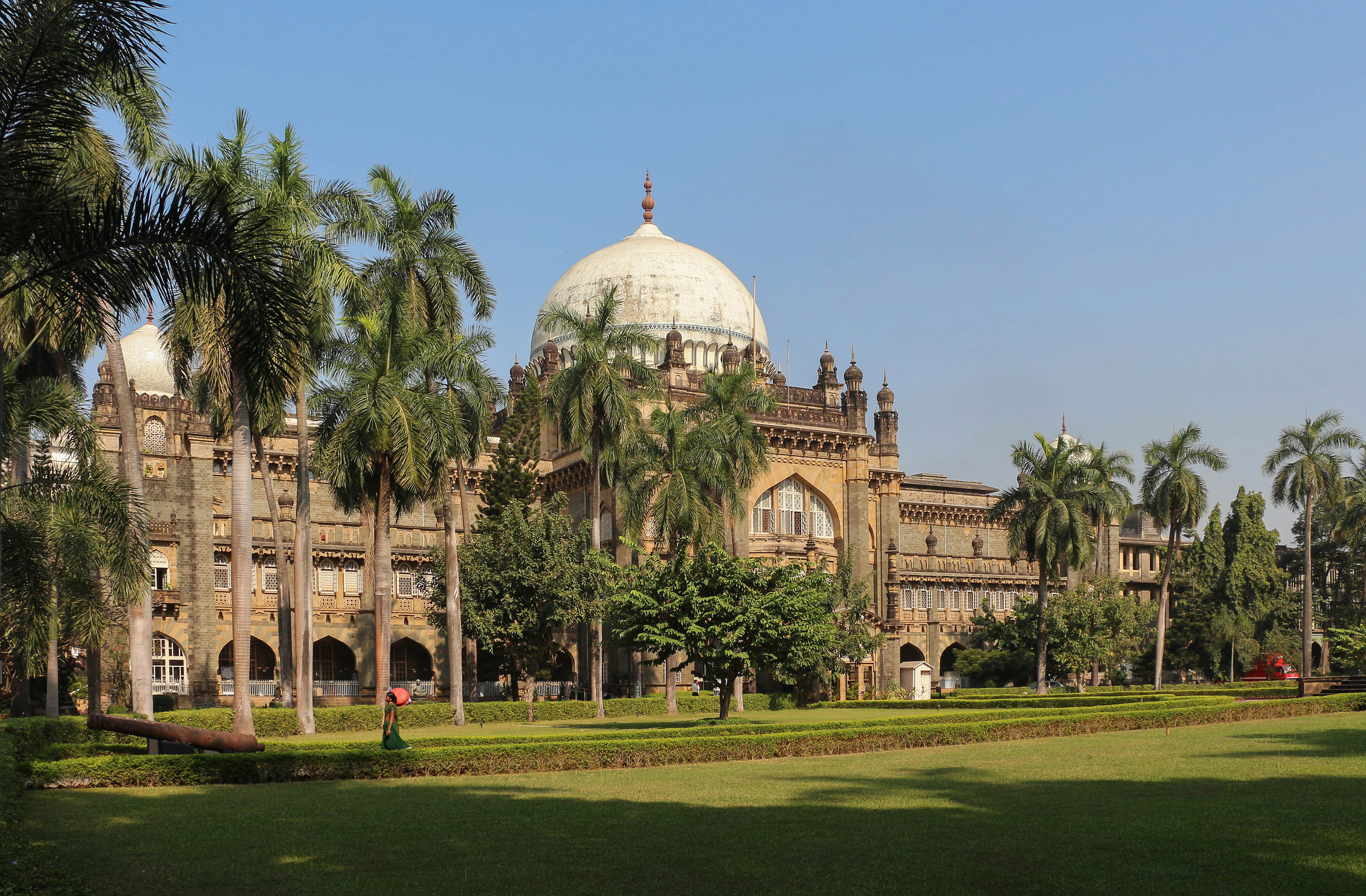
Chhatrapati Shivaji Maharaj Vastu Sangrahalaya (voorheen het Prince of Walesmuseum) (1922)

- Antarang – Sex Health Information Art Gallery, Mumbai
- The Arts Trust – Institute of Contemporary Indian Art, Mumbai
- Ballard Bunder Gatehouse, Mumbai
- Bhau Daji Lad Museum, Mumbai
- Chhatrapati Shivaji Maharaj Museum of Indian History, Ahead of Marathwada Institute,Gulabhari Vasti, Wadgaon Shinde Road, Pune - 411 047
- Cavalry Tank Museum, Ahmednagar
- Chhatrapati Shivaji Maharaj Vastu Sangrahalaya, Mumbai
- Cowasji Jehangir Hall, Mumbai
- Darshan Museum, Pune
- Gandhi Research Foundation, Gandhi Teerth, Khoj Gandhi Ki Museum, Jalgaon
- Indian Institute for Research in Numismatic Studies, Nashik
- Joshi's Museum of Miniature Railway, Pune
- Mahatma Phule Museum, Pune
- Mani Bhavan, Mumbai
- Nagpur Central Museum
- Nehru Science Centre, Mumbai
- Piramal Museum of Art, Mumbai (Privémuseum met kunst)
- Raja Dinkar Kelkar Museum, Pune
- Raman Science Centre, Nagpur
- Siddhagiri Gramjivan Museum (Kaneri Math), Kolhapur
- Shree Chhatrapati Shahu Museum, Kolhapur
- National Gallery of Modern Art, Mumbai

## Manipur
Dit artikel of overzicht is mogelijk incompleet; u kunt helpen door het uit te breiden.

## Meghalaya
- Don Bosco Museum

## Mizoram
- Mizoram State Museum
- Lunglei District Museum

## Nagaland
- Nagaland state museum
- WW-II museum - in Kisama

## Odisha
- Odisha State Museum

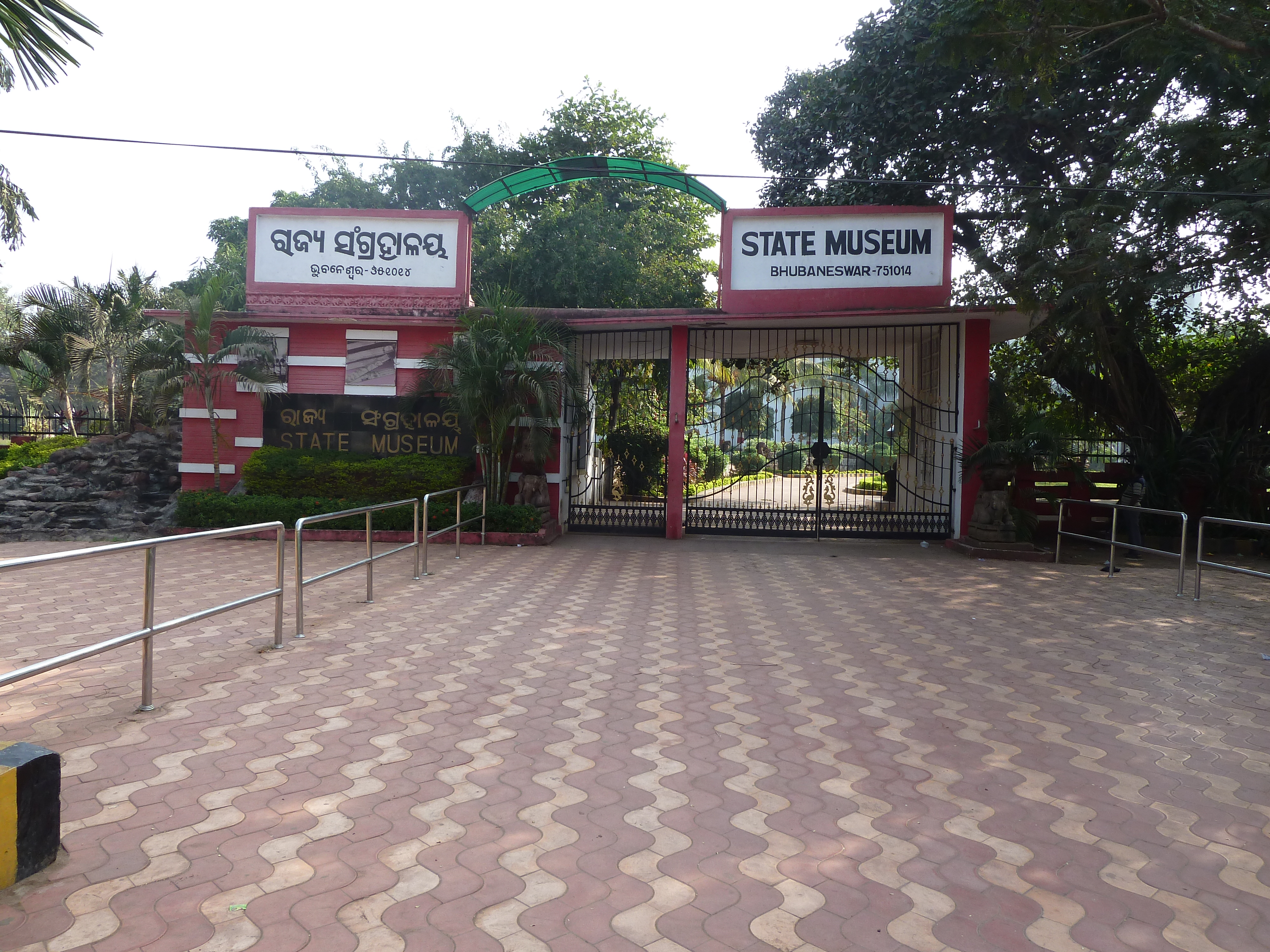
Odisha State Museum

- Regional Museum of Natural History, Bhubaneswar
- Tribal Research Institute Museum
- Odisha Ancient Sea Trade Museum, Cuttack

## Puducherry
- Pondicherry Museum

## Punjab

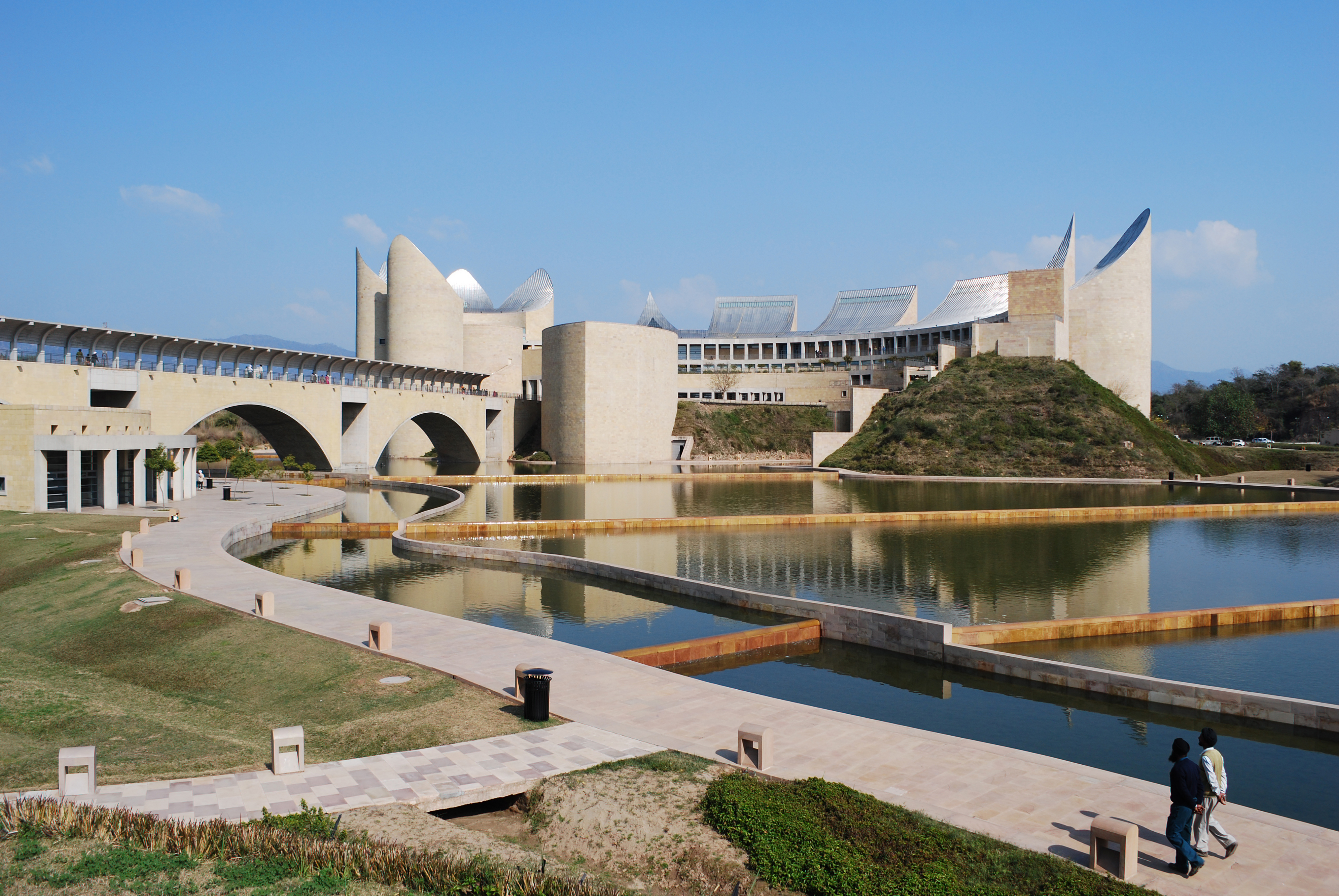
Virasat-e-Khalsa, een museum uit 2011 over sikhisme

- National Institute of Sports, Patiala
- Sanghol Museum, Sanghol
- Sikh Ajaibghar, Balongi
- Virasat-e-Khalsa, Anandpur Sahib
- Central Sikh Museum, Amritsar[3]

## Rajasthan
Dit artikel of overzicht is mogelijk incompleet; u kunt helpen door het uit te breiden.

## Sikkim
- Namgyal Institute of Tibetology, Gangtok

## Tamil Nadu
- Chennai Railway Museum, Chennai
- Gandhi Memorial Museum, Madurai
- Gass Forest Museum, Coimbatore
- Government Museum, Chennai
- Government Museum, Cuddalore
- Government Museum, Karur
- Government Museum, Pudukkottai

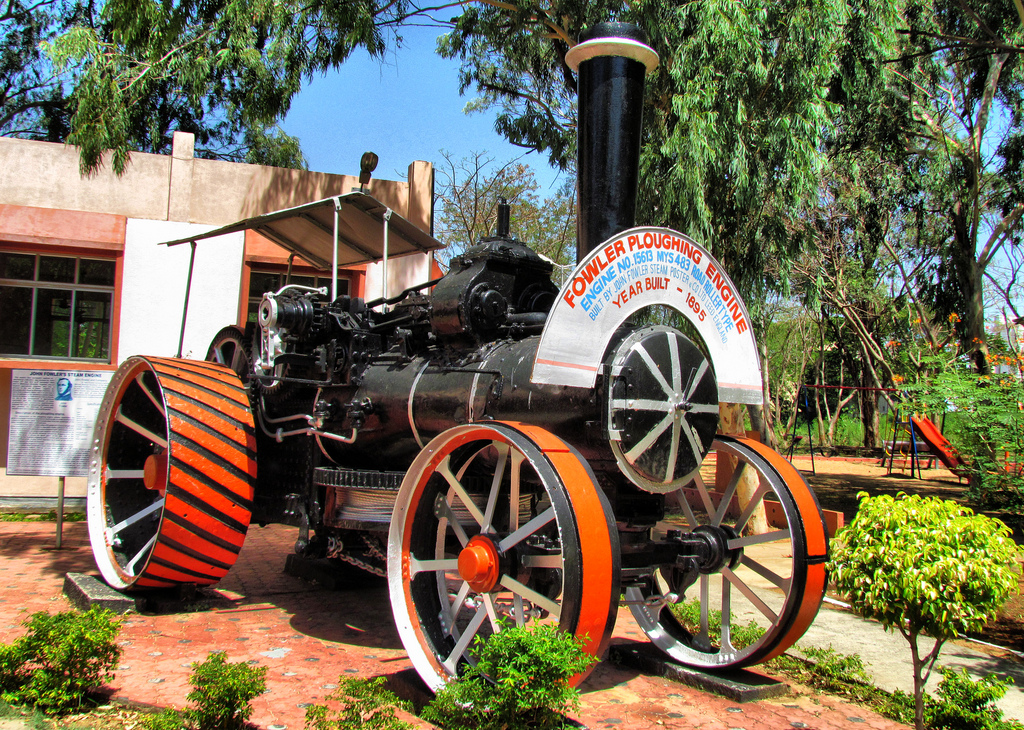
Chennai Rail Museum

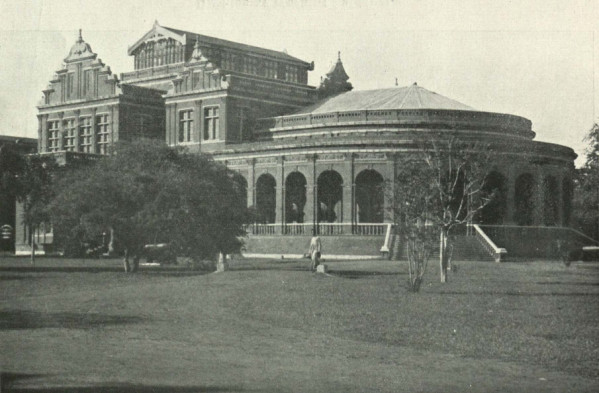
Government Museum, Chennai, c. 1905

- Government Museum, Tiruchirappalli
- INS Vela (S40)
- Mahakavi Bharathi Memorial Library, Erode
- Railway Heritage Centre, Tiruchirappalli
- Saraswathi Mahal Library, Thanjavur

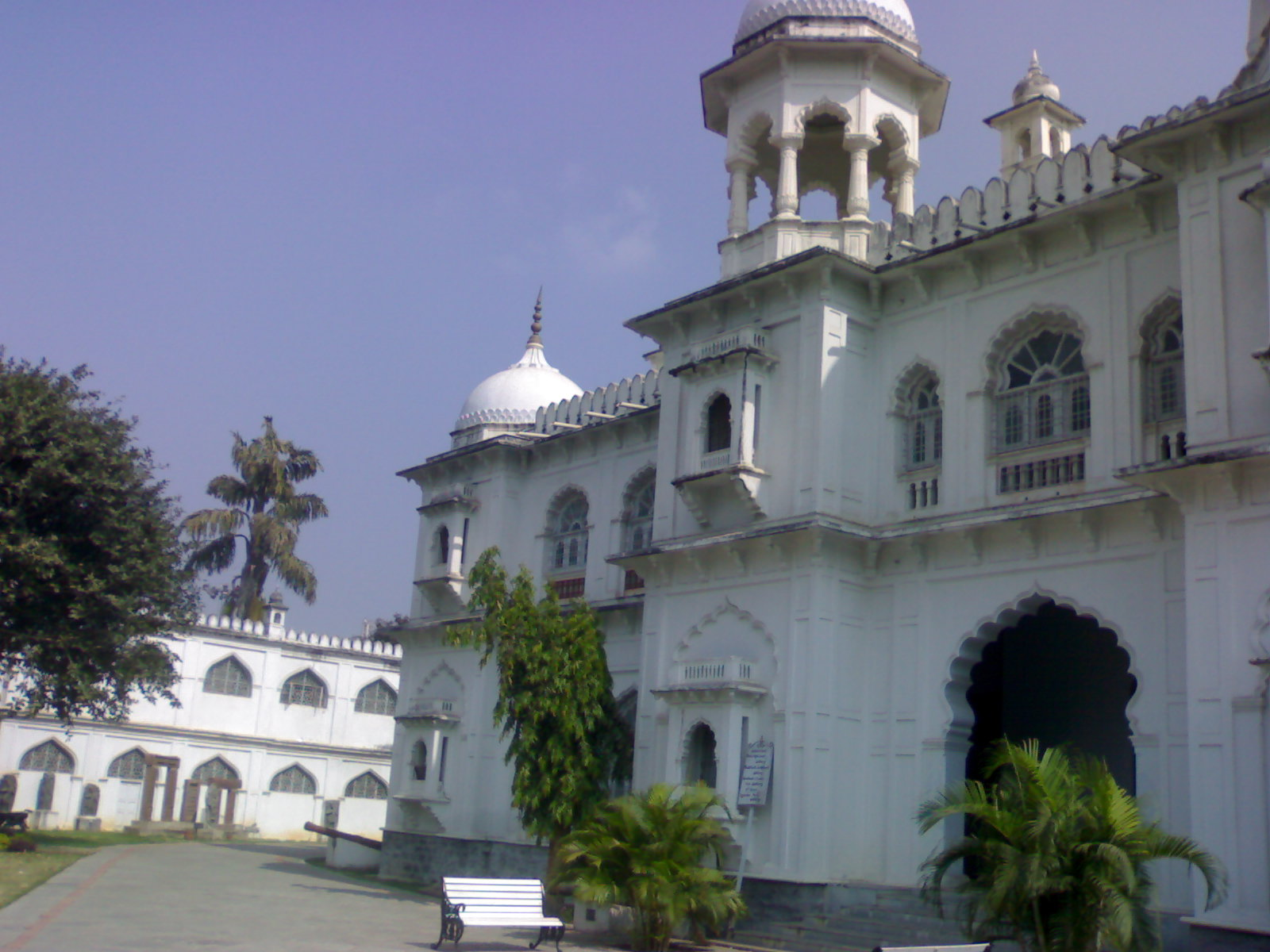
Telangana State Archaeology Museum, Hyderabad (1930).

- Vivekanandar Illam, Chennai
- Government Museum, Salem

## Telangana
- Alampur Museum
- Telangana State Archaeology Museum, Hyderabad
- Birla Science Museum, Hyderabad
- City Museum, Hyderabad
- Nizam Museum, Hyderabad
- Salar Jung Museum, Hyderabad
- Veiled Rebecca of Salar Jung Museum

## Tripura

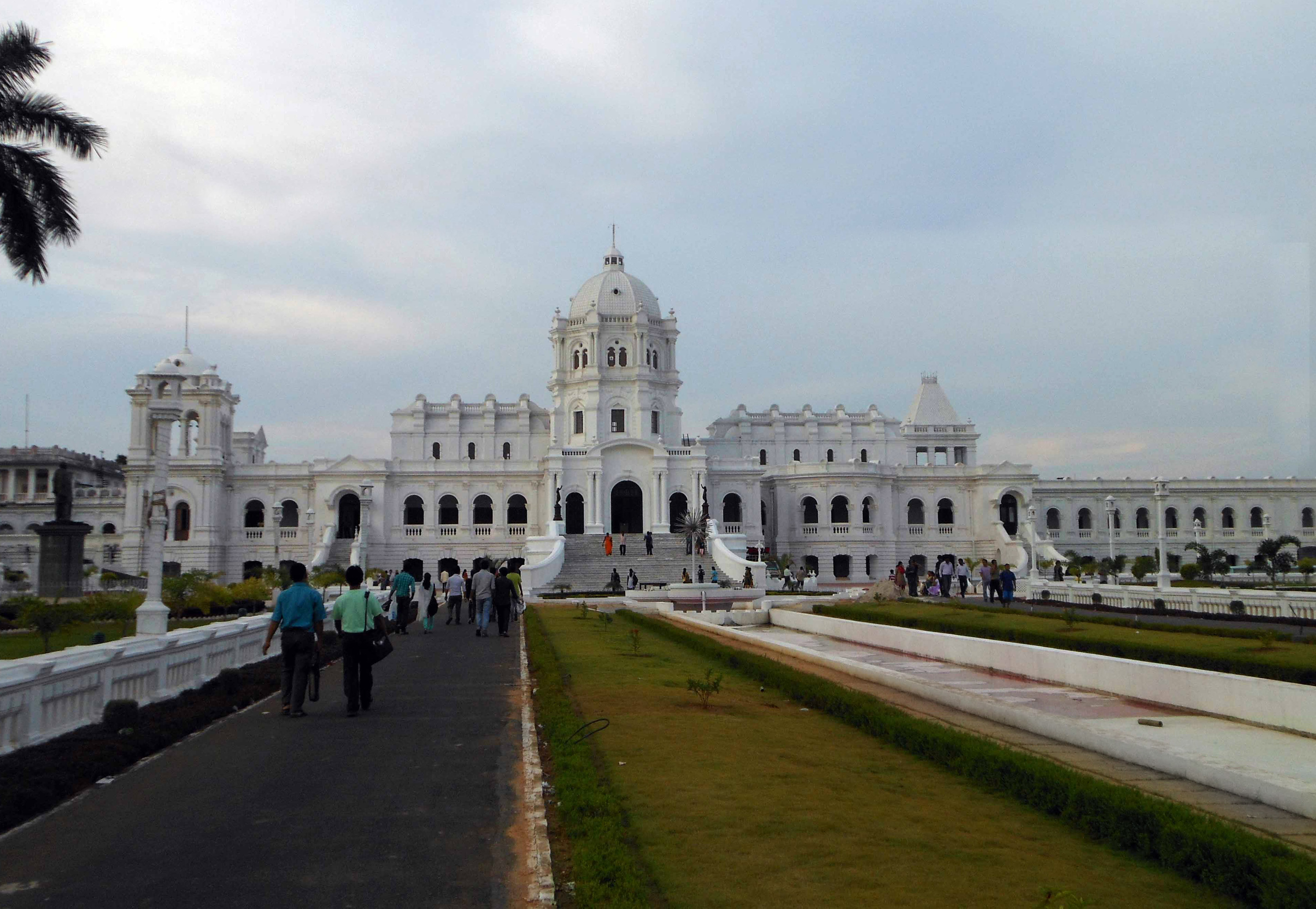
Ujjayanta palace

- Tripura State Museum, Ujjayanta palace, Agartala

## Uttar Pradesh
- Allahabad Museum, Allahabad

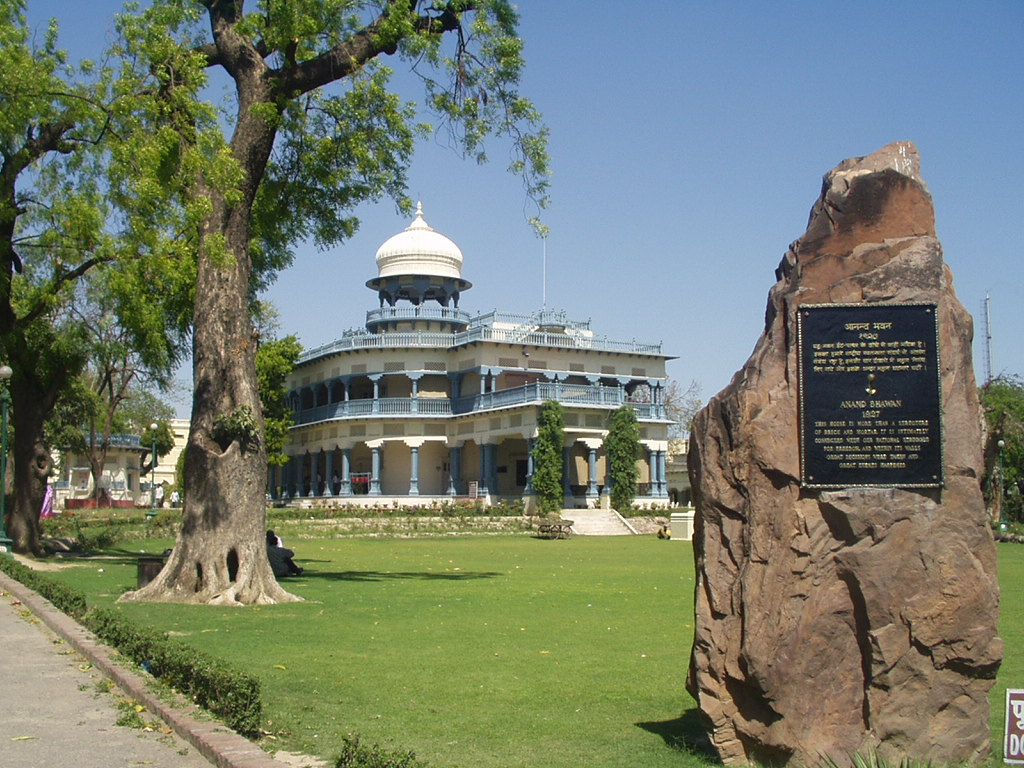
Swaraj Bhavan, Allahabad, opgericht als museum in 1970.

- Ibn Sina Academy of Medieval Medicine and Sciences, Aligarh
- Kanpur Sangrahalaya, Kanpur
- Government Museum, Mathura
- Rashtriya Dalit Prerna Sthal and Green Garden, Noida
- Sarnath Museum, Sarnath
- Swaraj Bhavan (old Anand Bhavan), Allahabad

## Uttarakhand
- Forest Research Institute, Dehradun
- Zonal Anthropological Museum, Anthropological Survey of India, Mathpal's Museum and Art Gallery, Geetadham, Bhimtal (Nainital)
- HIMANI Nature Museum, Geetadham, Bhimtal (Nainital)

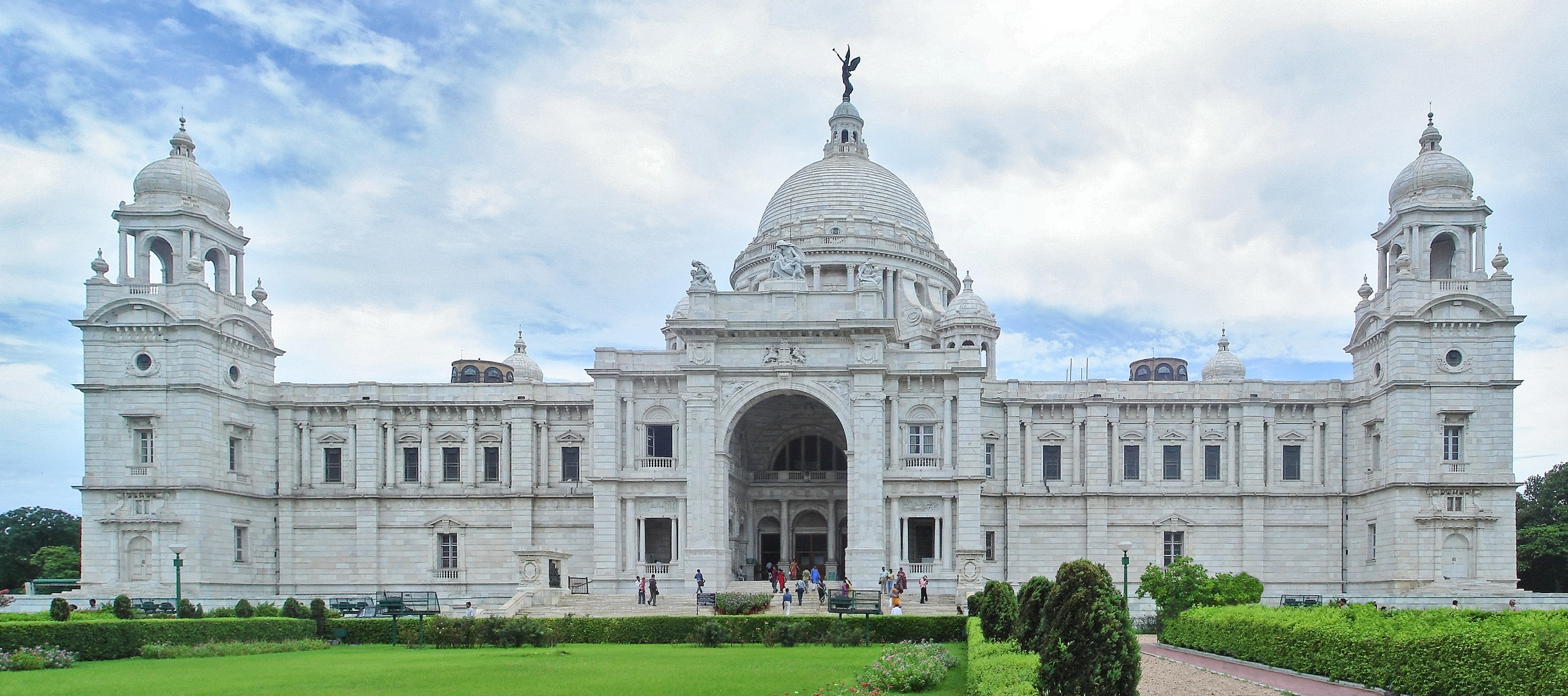
Victoria Memorial, Calcutta (1921)

## West-Bengalen
- Indian Museum, Kolkata
- Victoria Memorial, Kolkata
- Sabarna Sangrahashala, Kolkata
- Asutosh Museum of Indian Art, Kolkata
- Birla Academy of Fine Arts, Kolkata
- State Archaeological Gallery, Kolkata
- KMOMA, Kolkata
- Academy of Fine Arts, Kolkata
- Gurusaday Museum, Kolkata
- Jorasanko Thakur Bari, Kolkata
- Marble Palace, Kolkata
- Zonal Anthropological Museum, Salt Lake Kolkata.

### Musea in het West-Bengaalse districtMurshidabad[4]
- Hazarduari Palace Museum, Murshidabad (Owner - Archaeological Survey of India, & Govt. of West Bengal)
- Kathgola Bagan Palace Museum, Murshidabad
- Jagatseth Palace Museum, Murshidabad
- Wasif Manjil (New Palace) Museum, Murshidabad
- Murshidabad Zilla Museum, Jiaganj, Murshidabad (Owner - Govt. of West Bengal)
- Nashipur Rajbari Museum & Art Gallery, Murshidabad
- Cossimbazar Choto Rajbari Museum, Berhampore, Murshidabad[4]